# Кушко Леонтій Семенович
Леонтій Семенович Кушко (25 липня 1920, селище Овідіополь, тепер місто Одеської області — ?) — український радянський діяч, новатор сільськогосподарського виробництва, тракторист Овідіопольської МТС, бригадир тракторної бригади колгоспу імені Дзержинського Овідіопольського району Одеської області. Депутат Верховної Ради УРСР 5—6-го скликань. Герой Соціалістичної Праці (26.02.1958).

## Біографія
Народився в селянській родині 25 липня (за іншими даними — 20 червня) 1920 року. Закінчив училище механізації сільського господарства.
У 1936—1940 роках — тракторист-механізатор Овідіопольської машинно-тракторної станції (МТС) у колгоспі «Перша п'ятирічка» Овідіопольського району Одеської області.
У 1941—1944 роках — у Червоній армії, учасник німецько-радянської війни.
У 1944—1947 роках — тракторист, у 1947—1958 роках — бригадир 2-ї тракторної бригади Овідіопольської машинно-тракторної станції (МТС) Овідіопольського району Одеської області. Бригада з року в рік збирала високі врожаї зернових культур і кукурудзи без затрат ручної праці, широко впроваджувала у виробництво досягнення науки і техніки.
Член ВКП(б) з 1948 року.
У 1958—1974 роках — бригадир тракторної бригади колгоспу імені Дзержинського міста Овідіополя Біляївського (потім — Овідіопольського) району Одеської області. У 1962 році бригада Кушка одержала по 26,9 центнерів зернових і 33,4 центнерів кукурудзи з гектара.
З 1974 року — начальник комплексного механізованого загону колгоспу імені Дзержинського міста Овідіополя Овідіопольського району Одеської області. Керував курсами механізаторів у колгоспі.
Потім — на пенсії у місті Овідіополі Одеської області.

## Нагороди
- Герой Соціалістичної Праці (26.02.1958)
- орден Леніна (26.02.1958)
- два ордени Трудового Червоного Прапора
- Велика золота медаль ВДНГ СРСР (1958)
- медалі